# Paul Lerbinger
Paul Lerbinger (* 16. Dezember 1955 in Oberstaufen) ist ein deutscher Bankmanager. Er war von April 2011 bis Oktober 2012 Vorstandsvorsitzender der HSH Nordbank.

## Leben
Nach dem Studium der Betriebswirtschaftslehre in Deutschland und den Vereinigten Staaten, das er 1981 mit dem Grad des Diplom-Kaufmanns abschloss, promovierte sich Paul Lerbinger 1984 an der LMU München mit einem bankbetriebswirtschaftlichen Thema zum Dr. rer. pol.
Zunächst in der Finanzabteilung von BMW beschäftigt, wechselte Paul Lerbinger 1987 in das Investmentbanking von JP Morgan. Nach Stationen bei weiteren Investmentbanken trat er 2002 eine Stelle bei der Citigroup an, als deren stellvertretender Vorstandsvorsitzender er von 2007 bis zu seinem Ausscheiden im Jahr 2010 fungierte.
Im März 2011 wechselte Paul Lerbinger zur HSH Nordbank, bei der er als Nachfolger von Dirk Jens Nonnenmacher am 1. April 2011 zum Vorstandsvorsitzenden bestellt wurde. Am 17. Oktober 2012 wurde bekannt, dass Paul Lerbinger zum 31. Oktober 2012 nach nur 19 Monaten im Amt zurücktreten würde, was in der Aufsichtsratssitzung am 24. Oktober 2012 bestätigt wurde. Sein Nachfolger wurde Constantin von Oesterreich.
Sein Rücktritt wurde von weiten Teilen der Öffentlichkeit als überraschend wahrgenommen. Als Gründe wurden von der Presse die nur schleppend vorankommende Restrukturierung sowie anhaltend hohe Verluste des Unternehmens genannt.
Nach seinem Ausscheiden trat Paul Lerbinger als Investor, unter anderem bei dem bayerischen Maschinenbauer Maka Systems sowie als Aufsichtsrat verschiedener börsennotierter Unternehmen in Erscheinung.